# Heart Aerospace ES-30
Dimensions
Le Heart Aerospace ES-30 est un avion hybride-électrique conçu pour l'aviation régionale, avec une autonomie de 200 km en mode électrique et 800 km en mode hybride. Il peut transporter 30 passagers et leurs bagages, et est optimisé pour des pistes courtes de 1 100 mètres, avec une recharge rapide en 30 minutes. L'ES-30 permettra de réduire les émissions de CO2 et de diminuer les coûts d'exploitation, rendant viables des liaisons régionales auparavant non rentables. Sa certification -qui lui confèrerait le droit de voler- est prévue pour 2029, et son exploitation pourrait réduire les émissions du secteur de 22 % d'ici 2050.

## L'entreprise Heart Aerospace
Heart Aerospace est donc une start-up suédoise qu'en  2018 Anders et Klara Forslund décidèrent de fonder, tous deux spécialisés dans le développement d'avions électriques et hybrides. L'entreprise présenta son tout premier modèle, l'ES-19, en 2020, un avion tout électrique pour 19 passagers avec une portée de 400 km. Mais ce programme fut annulé en 2022 et reporté sur l'ES-30 (dont il est question ici), un avion hybride-électrique de 30 passagers capable de parcourir jusqu'à 600 km (ou 800 km avec 25 passagers). Le lancement commercial de l'ES-30 est prévu pour 2028, après des essais en vol en 2026. Heart Aerospace collabore avec des compagnies aériennes telles qu'United Airlines, Air Canada et Mesa Airlines, et a reçu des commandes pour plusieurs de ces avions.

## Historique et prévisionnel
- Septembre 2022: Heart Aerospace présente une version de l'ES-30 avec un design incluant un pod sous le fuselage et des haubans sous les ailes. Cette configuration a été modifiée par la suite.
- 21 mai 2024: Ouverture d'un centre de recherche à Los Angeles pour les tests du nouvel avion hybride électrique, ciblant le marché nord-américain.
- Mai 2024: Heart Aerospace annonce une version hybride électrique du ES-30, le pod sous le fuselage et les haubans étant supprimés, avec 200 km d'autonomie en mode électrique et 400 km en mode hybride.
- Mai 2024: 250 commandes fermes et 191 lettres d'intention sont reçues. Certification prévue pour 2028.
- 16 septembre 2024: Dévoilement du prototype grandeur nature, "Heart Experimental 1", avec une envergure de 32 mètres et quatre moteurs électriques. Les batteries sont à l'arrière de l'appareil.
- 2025: Tests au sol incluant des essais de recharge rapide des batteries (30 minutes) et tests de la motorisation électrique sans turbopropulseurs.
- 2026: Heart X2, prototype de pré-production, testé pour le mode hybride avec 2 moteurs électriques et 2 turbopropulseurs ayant des hélices plus petites.
- 2028: Certification et vols commerciaux de l'ES-30, avec 200 km d'autonomie électrique et 400 km en hybride, conçu pour des pistes courtes de 1 100 m de longueur,.

## Caractéristiques techniques du Heart Aerospace ES-30
| Caractéristique ,                      | Détail                                                                   |
| -------------------------------------- | ------------------------------------------------------------------------ |
| Capacité passagers                     | 30 passagers                                                             |
| Motorisation                           | 2 moteurs électriques, 2 turbopropulseurs / génératrices au biocarburant |
| Autonomie (mode électrique)            | 200 à 400 km (fin années 2030)                                           |
| Autonomie (mode hybride)               | 400 à 600 km (fin années 2030)                                           |
| Autonomie (mode hybride, 25 passagers) | 800 km                                                                   |
| Temps de recharge                      | 30 à 50 minutes                                                          |
| Vitesse de croisière                   | Non précisée                                                             |
| Année d’entrée en service              | 2028                                                                     |
| Lieu d’assemblage                      | Göteborg, Suède                                                          |

### Marché cible et vision
| Caractéristique           | Détail                                                      |
| ------------------------- | ----------------------------------------------------------- |
| Cible                     | Transport aérien très court-courrier (< 1000 km)            |
| Part des émissions visées | 85 % des départs, 43 % des émissions de GES                 |
| Évolution prévue          | 2030 : autonomie de 400 km en électrique, 600 km en hybride |